# Parafia Świętej Trójcy w Kwidzynie
Parafia Trójcy Świętej w Kwidzynie – rzymskokatolicka parafia położona w diecezji elbląskiej, w Dekanacie Kwidzyn-Śródmieście. Obejmuje swym zasięgiem dzielnicę Stare Miasto w Kwidzynie. Utworzona w 1872 przy kościele św. Trójcy jako pierwsza, po reformacji parafia katolicka w mieście. Mieści się przy ulicy Piłsudskiego. Od 1993 jest prowadzona przez ojców Franciszkanów.